# Технологічна карта
Технологі́чна ка́рта — це основний документ технологічної документації, в якому плануються технологія виробництва, обсяги робіт, засоби виробництва і робоча сила, необхідна для їхнього виконання, а також розмір матеріальних витрат. Тобто, загалом, там знаходяться відомості про здійснення технологічних процесів.
В сільському господарстві такі карти складають для кожної культури і по окремих видах незавершеного виробництва. У них слід передбачати раціональні й прогресивні технології для умов конкретного підприємства.